# Cross 〜never say die〜
「Cross 〜never say die〜」（クロス ネヴァー セイ ダイ）は、EXILEの5枚目のシングル。2002年8月7日にrhythm zoneから発売。

## 概要
前作「song for you」から4カ月ぶりのシングル。
ジャケット写真は、千葉県の房総半島にある別荘で撮影された。
本作にはドラマのタイアップが付いている。ドラマのタイアップが付いたシングル曲はデビュー曲の「Your eyes only 〜曖昧なぼくの輪郭〜」以来2曲目。

## 収録曲
1. Cross 〜never say die〜 [4:59]
作詞：Kenn Kato / 作曲・編曲：Kazuhiro Hara
  - 日本テレビ系ドラマ『東京庭付き一戸建て』挿入歌
2. Cross 〜never say die〜（LA 2002 REMIX）[5:19]
編曲：813
3. Cross 〜never say die〜（FUTURE LOUNGE @ AFRICA MIX）[6:36]
編曲：KOUTAROU.A
4. Cross 〜never say die〜（INSTRUMENTAL）

## 収録アルバム
Cross 〜never say die〜
- Styles Of Beyond
- The other side of EX Vol.1（DJ WATARAI REMIX feat. U-ZIPPLAIN from ENBULL）
- PERFECT BEST - SINGLE BEST